# Magnolia guatemalensis
Magnolia guatemalensis là một loài thực vật có hoa trong họ Magnoliaceae. Loài này được Donn.Sm. mô tả khoa học đầu tiên năm 1909.